# La Mont West

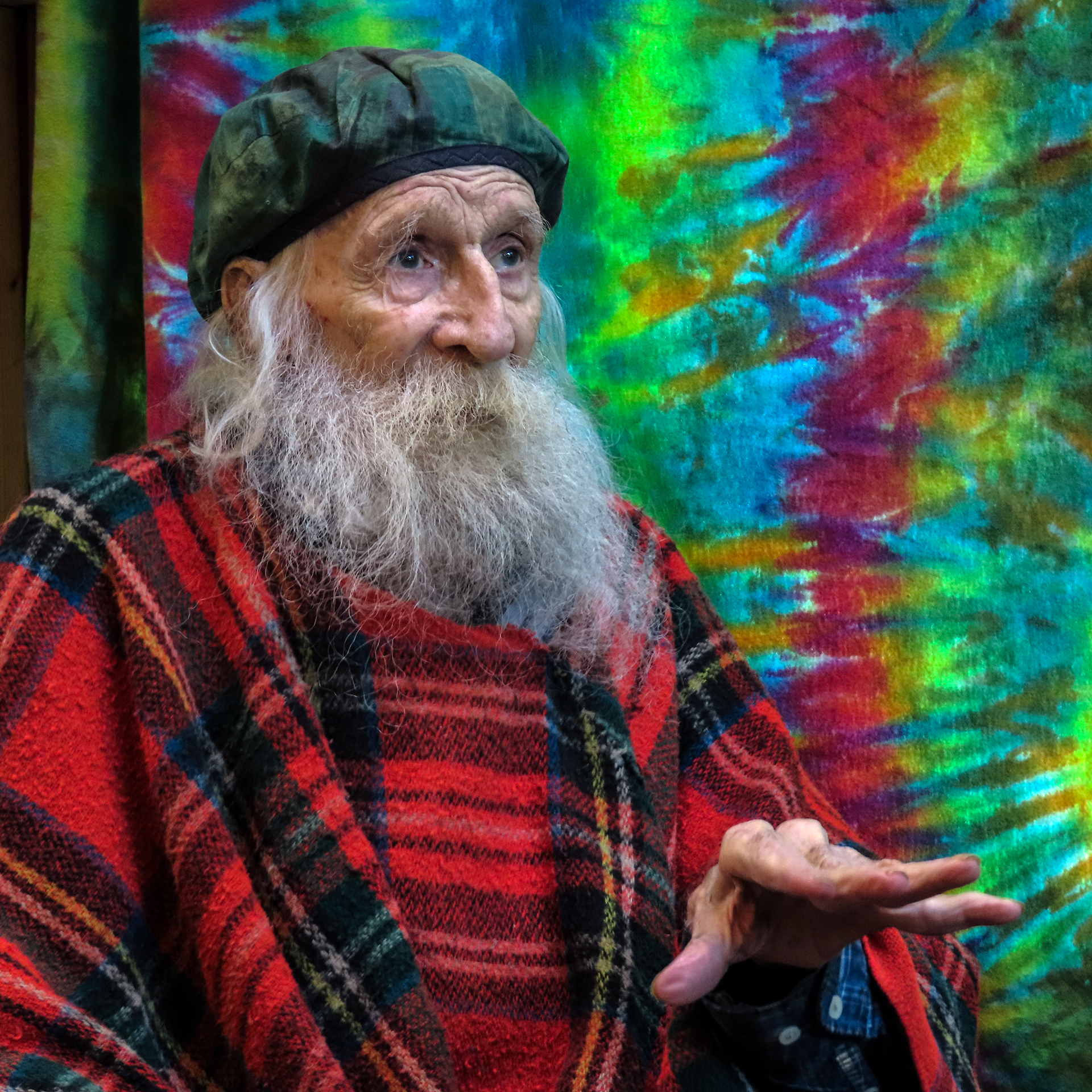
Tan Cahil (LaMont West) im Interview mit dem Dokumentarfilmer Peter Ray

La Mont West Jr. (* 2. Juli 1930 in Southwest City, Missouri; † 2022) war ein amerikanischer Anthropologe. Er erhielt 1960 seinen Doktortitel in Anthropologie von der Indiana University. Er ist spezialisiert auf Gebärdensprachen, die er bei amerikanischen Ureinwohnern und australischen Aborigines untersucht hat.

## Leben
West wurde am 2. Juli 1930 in Southwest City (Missouri) geboren.
Nach seiner Ausbildung in Ithaka und Indiana sowie seinen Forschungen bei den Ureinwohnern Nordamerikas und Australiens, lebte er in Vashon, Washington und verwendet den Künstlernamen „Tan Cahil“.
Unter dem Bühnennamen Tan Cahil trat er mit der Gruppe „Tribal Voices“ auf und veröffentlichte CDs über Bard's Cathedral.
Er starb 2022 im Alter von 92 Jahren.

## Ausbildung
Er besuchte die Cornell University und studierte dort von September 1947 – Februar 1951 sowie von Februar 1955 – Juni 1955 Wirtschaftswissenschaften.
Für seinen Doktortitel studierte er Anthropologie an der Indiana University  und wurde ein Protegé seines Doktorvaters Charles F. Voegelin und von Alfred L. Kroeber, die sich mit der Vernachlässigung dieses Themas seit dem späten 19. Jahrhundert befassten. Von Juni 1955 bis Juni 1959 war er an der Indiana University und führte Feldforschungen unter Prärieindianern durch.

## Karriere
Die Ergebnisse seiner Feldforschungen unter den Prärieindianern veröffentlichte er in seiner Doktorarbeit mit dem Titel "The Sign Language, An Analysis," einer Studie über die Plains Indian Sign Language, die am weitesten entwickelte nonverbale Sprache der nordamerikanischen Indianer.
Sowohl Kroeber als auch Voegelin hatten sich mit der Plains Indian Sign Language beschäftigt, aufbauend auf der Pionierarbeit von Garrick Mallery, und Wests zwei Bände stellten die umfassendste Feldforschung und Analyse dieses amerikanischen einheimischen Zeichensystems dar. Er entdeckte, dass diese Vielfalt zwei verschiedene Dialekte hatte und erweiterte den Bestand bekannter Gesten, der bis dahin zwischen eintausend und dreitausend zählte, auf ein Repertoire von 3.500 verschiedenen Gesten. Es wurde oft angenommen, dass die Verwendung der Zeichensprache auf mangelnde Sprachkompetenz und die Unfähigkeit, Englisch zu beherrschen, hindeutete: Wests Informanten erwiesen sich allerdings oft als mehrsprachig und sprachen auch fließend Englisch. Weit davon entfernt auszusterben, entdeckte er, dass diese Zeichensprache ihren geografischen Horizont erweitert hatte, indem sie sich von British Columbia über Manitoba bis nach Kanada ausbreitete, in Gebiete, in denen sie zuvor unbekannt gewesen war.
West erhielt ein Stipendium des Australian Institute of Aboriginal Studies, um ein Jahr lang die Gebärdensprachen der Aborigines zu studieren. Er verlängerte das Stipendium, um zwei volle Jahre lang forschen zu können. Er führte ein spartanisches Leben, ließ Mahlzeiten aus und lebte auf rauhen Untergründen, während er praktisch jeden Ort des australischen Kontinents bereiste. Er war dafür bekannt, dass er lieber die ältesten Männer des Stammes interviewte, unabhängig von ihrem Gesundheitszustand, als jüngere Informanten heranzuziehen. West betrachtete die Handsprachen als in sich geschlossene Sprachsysteme, obwohl sie neben formalen Sprachen koexistierten, und konzentrierte sich auf die Entwicklung eines Notationssystems, das morphemische und phonemische Analysen ermöglichte.
Er nahm traditionelle Didgeridoomusik der Aborigine-Ältesten auf. Dies sind einige der frühesten bekannten Aufnahmen, und eine Auswahl wurde 1963 unter dem Titel Arnhem Land Popular Classics kommerziell veröffentlicht. Er verbrachte einige Zeit in der Lockhart River Mission in Queensland, wo es ihm gelang, die lokale Initiationszeremonie (bora) zu filmen.
West gilt als zurückgezogen, obwohl die meisten der von ihm gesammelten Materialien und Artefakte, nachdem er von Bruce Rigsby kontaktiert wurde, dem National Museum of Australia Canberra gespendet wurden.